# 쌍녀분전기
〈쌍녀분전기〉(雙女墳傳記)는 최치원이 쓴 전기소설(傳記小說)이다. 중국의 많은 사서(史書)와 육조사적편류(六朝事蹟編類)에 〈쌍녀분기담〉(雙女墳記談)으로 기록되어 당(唐), 송(宋), 원(元)나라에 이어 오늘날까지 전해온다.
최치원이 당나라에 있을 때 무덤 속 두 여인(혼령)과 하룻밤의 환락을 시(詩)로써 즐기는 내용을 담고 있다.
한 편의 설화이기는 하나 내용 구성면에서 다분히 소설적 면모를 띠고 있어 소설로 보는 경우도 있다. 이 설화는 원래 《수이전》(殊異傳)에 수록되었던 것이 뒤에 성임(成任)의 《태평통재》(太平通載) 권68에 〈최치원〉(崔致遠)이라는 제목을 달고 전재되어 있고, 그 뒤 권문해(權文海)의 《대동운부군옥》 권15에 〈선녀홍대〉(仙女紅袋)라는 제목으로 수록되어 전한다. 같은 내용이기는 하나 〈선녀홍대〉가 〈최치원〉보다 약 5분의 1 정도로 축약되어 있다.